# Lampides pseudosias
Lampides pseudosias är en fjärilsart som beskrevs av Rothschild 1915. Lampides pseudosias ingår i släktet Lampides och familjen juvelvingar. Inga underarter finns listade i Catalogue of Life.